# Zhang Xinguang
Zhang Xinguang (chinesisch 张新广; * um 1965) ist ein ehemaliger chinesischer Badmintonspieler.

## Karriere
Zhang Xinguang gehört zu einer Vielzahl chinesischer Badmintonspieler, die in fast jedem europäischen Land lange Zeit den Sport dominiert hätten, im Reich der Mitte aufgrund der starken nationalen Konkurrenz jedoch nur eine kurze Zeit zu internationalen Einsätzen kamen. Diese Zeit nutzte Zhang Xinguang zum Gewinn der Polish Open 1984 im Doppel mit Wang Jian und im Mixed mit Gao Meifeng. Seinen größten Erfolg erkämpfte er sich ein Jahr später, als er mit Lao Yujing bei der Badminton-Weltmeisterschaft 1985 Bronze im Mixed gewann. Dabei schlugen sie im Viertelfinale die Engländer Andy Goode und Gillian Clark klar mit 15:0 und 15:4, verloren dann aber im Halbfinale knapp gegen Stefan Karlsson und Maria Bengtsson aus Schweden in drei Sätzen. Bei den Hong Kong Open des gleichen Jahres wurden beide Fünfte.

## Sportliche Erfolge
| Saison | Veranstaltung     | Disziplin    | Platz | Name                         |
| ------ | ----------------- | ------------ | ----- | ---------------------------- |
| 1984   | Polish Open       | Herrendoppel | 1     | Zhang Xinguang / Wang Jian   |
| 1984   | Polish Open       | Mixed        | 1     | Zhang Xinguang / Gao Meifeng |
| 1985   | Hong Kong Open    | Mixed        | 5     | Zhang Xinguang / Lao Yujing  |
| 1985   | Hong Kong Open    | Herrendoppel | 3     | Zhang Xinguang / Tian Bingyi |
| 1985   | Swedish Open      | Herrendoppel | 3     | Zhang Xinguang / Tian Bingyi |
| 1985   | Swedish Open      | Mixed        | 3     | Zhang Xinguang / Lin Ying    |
| 1985   | Thailand Open     | Herrendoppel | 3     | Zhang Xinguang / Zhang Qiang |
| 1985   | Weltmeisterschaft | Mixed        | 3     | Zhang Xinguang / Lao Yujing  |
| 1986   | China Open        | Mixed        | 3     | Zhang Xinguang / Lao Yujing  |

## Referenzen
- Hong Kong Open 1985 Vorrunde
- Hong Kong Open 1985 Finale
- Swedish Open 1985
- Thailand Open 1985
- WM-Ergebnisse
- China Open 1986

| Personendaten    | Personendaten                 |
| ---------------- | ----------------------------- |
| NAME             | Zhang, Xinguang               |
| ALTERNATIVNAMEN  | 张新广                        |
| KURZBESCHREIBUNG | chinesischer Badmintonspieler |
| GEBURTSDATUM     | um 1965                       |